# Fakulteta za matematiko in informatiko v Würzburgu
Fakulteta za matematiko in informatiko v Würzburgu (nemško Fakultät für Mathematik und Informatik) je fakulteta, ki deluje v okviru Univerze v Würzburgu in je bila ustanovljena leta 1937.